# Hegymeg
Hegymeg este un sat în districtul Edelény, județul Borsod-Abaúj-Zemplén, Ungaria, având o populație de 125 de locuitori (2011). 

## Demografie
Componența etnică a satului Hegymeg
     Maghiari (100%)
Componența confesională a satului Hegymeg
     Reformați (49,6%)
     Greco-catolici (8,8%)
     Romano-catolici (6,4%)
     Fără religie (5,6%)
     Necunoscută (29,6%)
Conform recensământului din 2011, satul Hegymeg avea 125 de locuitori. Din punct de vedere etnic, majoritatea locuitorilor (100,0%) erau maghiari. Nu există o religie majoritară, locuitorii fiind reformați (49,6%), greco-catolici (8,8%), romano-catolici (6,4%) și persoane fără religie (5,6%). Pentru 29,6% din locuitori nu este cunoscută apartenența confesională.